# 截萼忍冬
截萼忍冬（学名：Lonicera altmannii）为忍冬科忍冬属下的一个种。

## 扩展阅读
- 維基物種上的相關：截萼忍冬